# Linje Lusta (film, 1995)
Linje Lusta (engelska: A Streetcar Named Desire) är en TV-film från 1995 med Jessica Lange, Alec Baldwin och Diane Lane i de bärande rollerna. Filmen är baserad på Tennessee Williams pjäs från 1947. Jessica Lange vann en Golden Globe 1996 för rollen som Blanche DuBois. Filmen fick dessutom flera Emmy Award-nomineringar.

## Rollista
| Alec Baldwin     | – Stanley Kowalski        |
| Jessica Lange    | – Blanche DuBois          |
| John Goodman     | – Harold 'Mitch' Mitchell |
| Diane Lane       | – Stella                  |
| Frederick Coffin | – Steve                   |
| Carlos Gómez     | – Pablo                   |
| Jerry Hardin     | – The Doctor              |
| Patricia Herd    | – The Matron              |
| Matt Keeslar     | – Collector               |
| Tina Lifford     | – The Neighbor            |
| Rondi Reed       | – Eunice                  |
| Carmen Zapata    | – Flower Seller           |